# El amor en los tiempos del cólera (película)
El amor en los tiempos del cólera (Love in the Time of Cholera) es una película de 2007 dirigida por Mike Newell y protagonizada por Giovanna Mezzogiorno, Javier Bardem y Benjamin Bratt. La película fue rodada principalmente en la ciudad de Cartagena de Indias en el año 2006 y está basada en la novela homónima del escritor colombiano Gabriel García Márquez. Cuenta con la participación de varios actores de origen hispano.

## Argumento
La película narra la historia de Florentino Ariza (Unax Ugalde/Javier Bardem), que es capaz de esperar 51 años, 9 meses y 4 días al que considera es el amor de su vida, Fermina Daza (Giovanna Mezzogiorno). La historia se desarrolla a finales del siglo XIX y principios del siglo XX en la costa Caribe de Colombia, en tiempos en que reina la penuria y varias guerras civiles azotan al país. A las ciudades costeras llega la epidemia del cólera y los "síntomas del amor se confunden con los de esta enfermedad". 
Florentino se enamora de Fermina y la acosa desde su adolescencia, pero las diferencias sociales y de carácter los separan. Fermina contrae matrimonio con el doctor Juvenal Urbino (Benjamin Bratt). Sin embargo, Florentino continúa obsesionado durante el resto de su vida a la espera de una oportunidad para poder volver a estar con ella. Durante su vida, Florentino sostiene amores clandestinos con diversas mujeres, unas viudas, otras solteras, pero su único objetivo es lograr que Fermina esté con él, por lo que espera pacientemente por más de 50 años el día en que el doctor Urbino muera para poder tratar de reconquistarla, pero así y todo le será muy difícil después de esperar tantos años.

## Elenco

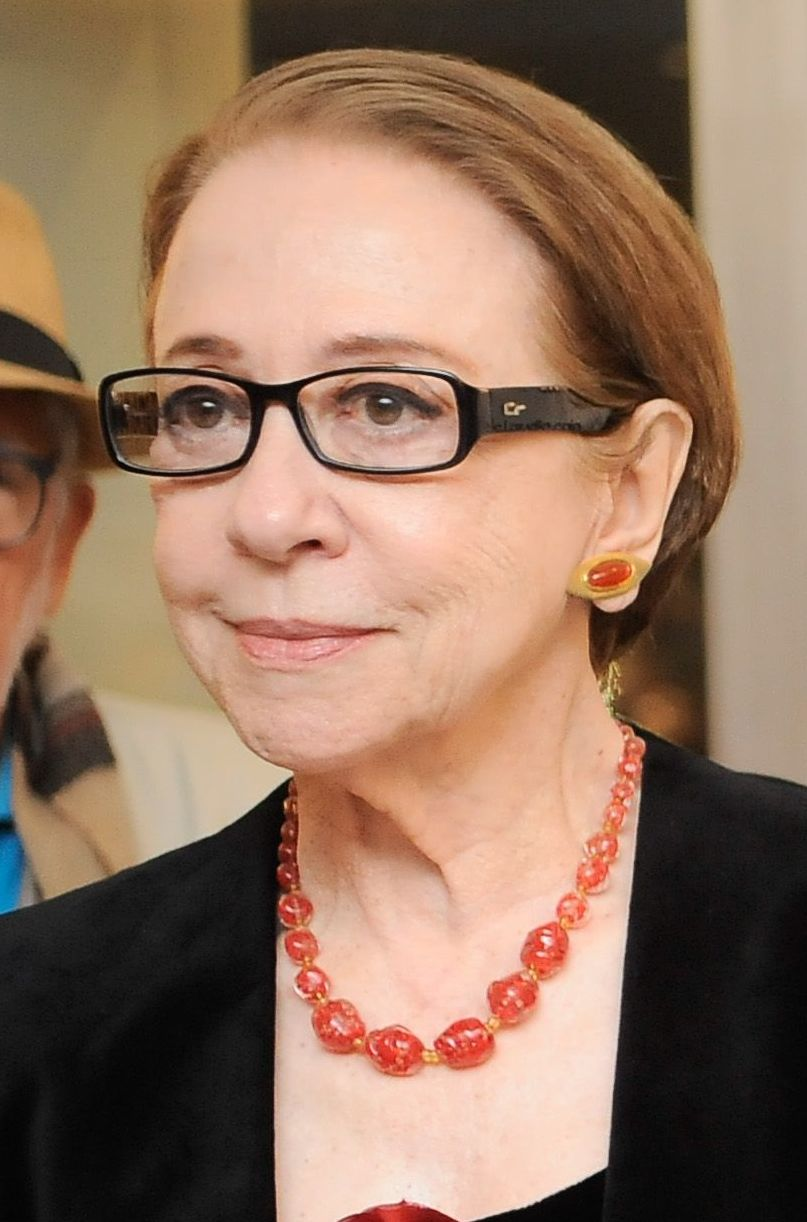
La actriz Fernanda Montenegro interpretó a Tránsito Ariza.

| Intérprete              | Papel                    |
| ----------------------- | ------------------------ |
| Javier Bardem           | Florentino Ariza         |
| Unax Ugalde             | Florentino Ariza (joven) |
| Giovanna Mezzogiorno    | Fermina Daza             |
| Benjamin Bratt          | Doctor Juvenal Urbino    |
| John Leguizamo          | Lorenzo Daza             |
| Liev Schreiber          | Lotario Thugut           |
| Catalina Sandino Moreno | Hildebranda Sánchez      |
| Fernanda Montenegro     | Tránsito Ariza Ariza     |
| Angie Cepeda            | La Viuda de Nazareth     |
| Marcela Mar             | América Vicuña           |
| Alicia Borrachero       | Tía Escolástica          |
| Héctor Elizondo         | Don Leo                  |
| Ana Claudia Talancón    | Olimpia Zuleta           |
| Indhira Serrano         | Bárbara Lynch            |
| Paola Turbay            | Mujer misteriosa         |
| Noelle Schonwald        | Mujer misteriosa         |
| Patricia Castañeda      | Dama                     |
| Dora Cadavid            | Madre superiora          |

## Producción

### Adaptación
La película está basada en la novela homónima de Gabriel García Márquez. El productor de la cinta, Scott Steindorff, había leído el libro algunos años antes y se había enamorado de la historia y desde entonces trataba de convencer a García Márquez para que le vendiera los derechos. Sin embargo, el autor decía reiteradamente que no estaba interesado en que se realizara una versión en habla inglesa de su obra. Steindorff no desistió y tras año y medio buscando la aprobación le dijo a García Márquez que se sentía como el protagonista del libro, Florentino Ariza, y no se rendiría hasta obtener el sí y le prometió al escritor que no haría una versión "hollywoodense" de su historia. Con estas palabras convenció al colombiano, quien obtuvo alrededor de tres millones de dólares por los derechos.

### Casting
En un principio el director Mike Newell intentó vincular al proyecto a actores de gran renombre en Hollywood, como Angelina Jolie, Antonio Banderas, Johnny Depp y Natalie Portman, pero ninguno de ellos aceptó por diferentes motivos. Fue entonces cuando se buscaron actores menos populares, pero de reconocido talento. El reparto quedó compuesto por actores de orígenes diversos, varios de ellos de origen hispano, especialmente de Colombia y España. Tres de ellos han sido nominados al premio Óscar en otras cintas: se trata del español Javier Bardem, la actriz brasileña Fernanda Montenegro y las colombianas Catalina Sandino Moreno y Angie Cepeda.
Se rumoreó que a la cantante colombiana Shakira le fue ofrecido el papel protagonista de Fermina Daza. Sin embargo, fue rechazado por la cantante debido al desnudo obligado que tenía el papel.

### Rodaje
El rodaje se inició en septiembre de 2006 en Cartagena de Indias, donde se presentaron algunas dificultades para el equipo de producción a pocas semanas de finalizar, ya que algunos de los operarios contratados en Cartagena, entre los que se encontraban carpinteros, utileros y albañiles, entraron en huelga alegando incumplimiento de pagos y malos tratos. Sin embargo, este tema se solucionó y no presentó mayores inconvenientes a la hora de finalizar la película. Otra de las locaciones usadas para el rodaje fue la también colombiana ciudad de Mompox, donde se rodaron algunas escenas desde un barco de vapor que recorría el Río Magdalena. Las ciudades de Barranquilla y Santa Marta también sirvieron como escenario. La selección de reparto de actores colombianos estuvo a cargo del director de cine colombiano Felipe Aljure, quien se desempeñó también como director de la segunda unidad.

## Banda sonora
La cantautora Shakira fue invitada a participar en la banda sonora de la película, para lo cual compuso dos temas, en los que trabajó junto al músico argentino Pedro Aznar. Uno de ellos se titula "Hay Amores" y el otro "Despedida". Este último recibió la nominación al Globo de Oro a la mejor canción original en 2008. Adicionalmente, la película incluye una versión de la canción "Pienso en tí", canción que ya había aparecido en su álbum Pies descalzos (1995). Shakira fue persuadida de trabajar en la banda sonora de la película por el propio García Márquez, quien era su amigo personal. Otras piezas musicales estuvieron a cargo del compositor brasileño Antonio Pinto, que trabajó en cintas como Ciudad de Dios.
También aparece un fragmento del tango "Por una cabeza", interpretado por Carlos Gardel. La inclusión de la obra no corresponde al momento cronológico de la película, ya que la pieza fue compuesta el 19 de marzo de 1935 y aparece en una escena de 1900.

## Lanzamiento
La película fue proyectada por primera vez en el Festival Internacional de Cine de Río de Janeiro el 3 de octubre de 2007. El preestreno oficial se realizó en el Palms Casino Resort de Las Vegas, Estados Unidos, el 6 de noviembre de 2007. Dicho evento incluyó una cena y un concierto donde la cantante Shakira interpretó los temas de la película. También se subastaron algunos ejemplares de la primera edición de la novela autografiados por García Márquez y objetos personales de Shakira; lo recaudado se destinó para la Fundación Pies Descalzos de la cantante.

## Recepción
La cinta recibió críticas negativas de la prensa especializada en los Estados Unidos y la taquilla no fue la esperada. En Colombia tuvo un buen ingreso en taquilla; al finalizar el 2007 había registrado 345 000 entradas y los comentarios fueron diversos.

## Premios y nominaciones

### Globos de Oro
| Año  | Categoría                                | Persona               | Canción     | Resultado |
| ---- | ---------------------------------------- | --------------------- | ----------- | --------- |
| 2008 | Globo de Oro a la mejor canción original | Shakira Antonio Pinto | "Despedida" | Nominada  |